# Banaras Hindu University
Banaras Hindu University (BHU) är ett stort universitet i Varanasi i Uttar Pradesh i Indien, grundat 1916. Universitetet har många fakulteter, bl. a. teknisk högskola och en konstakademi.